# 12:08 източно от Букурещ
12:08 Източно от Букурещ (на английски: 12:08 East of Bucharest) е английското заглавие на румънския филм (на румънски: A fost sau n-a fost? „имаше или не?“) с режисьор Корнелиу Порумбою. Филмът печели „Златната палма“ за дебют на кинофестивала в Кан през 2006 г.

## Сюжет
Внимание:  Текстът по-долу разкрива сюжета на произведението (или части от него)!
Местният даскал по история Тибериу Манеску (Йон Сапдару), който има проблеми с алкохола и старецът Емануил Пишкоч (Мирча Андрееску) са поканени от местния телевизионер Виргил Жидареску (Теодор Корбан) в негово коментарно предаване по местната телевизия. Двамата са убедени, че революция в техния град е имало, а на пряката телефонна линия в студиото постоянно се обаждат хора, които твърдят обратното...
Действието се развива в провинциалния град Васлуй в навечерието на 16-а годишнина от революцията в Букурещ, а целта на телевизионното предаване е да се убедят местните хора какъв е техния принос за свалянето на Николае Чаушеску.